# Wellington Botanic Garden

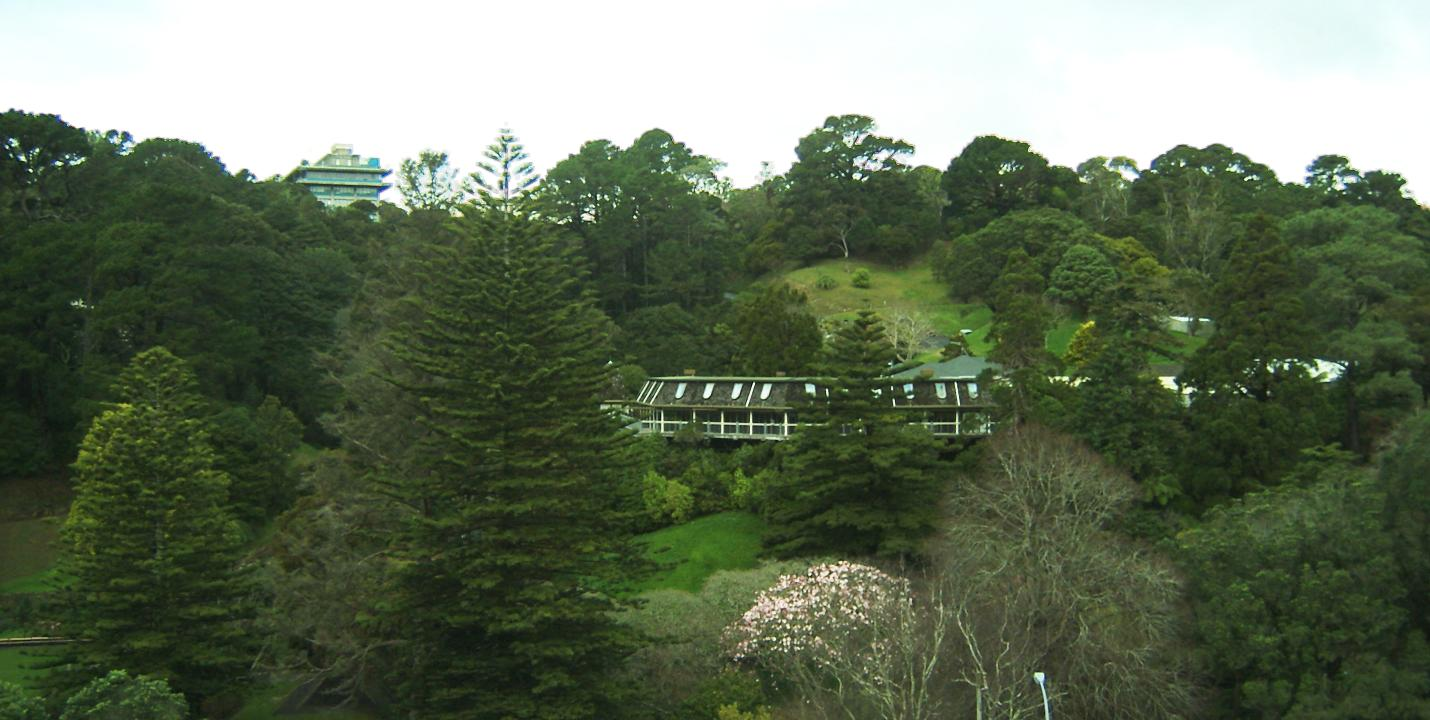
Overzicht over de botanische tuin. Linksboven is het gebouw van de meteorologische dienst en in het midden is het bezoekerscentrum te zien.

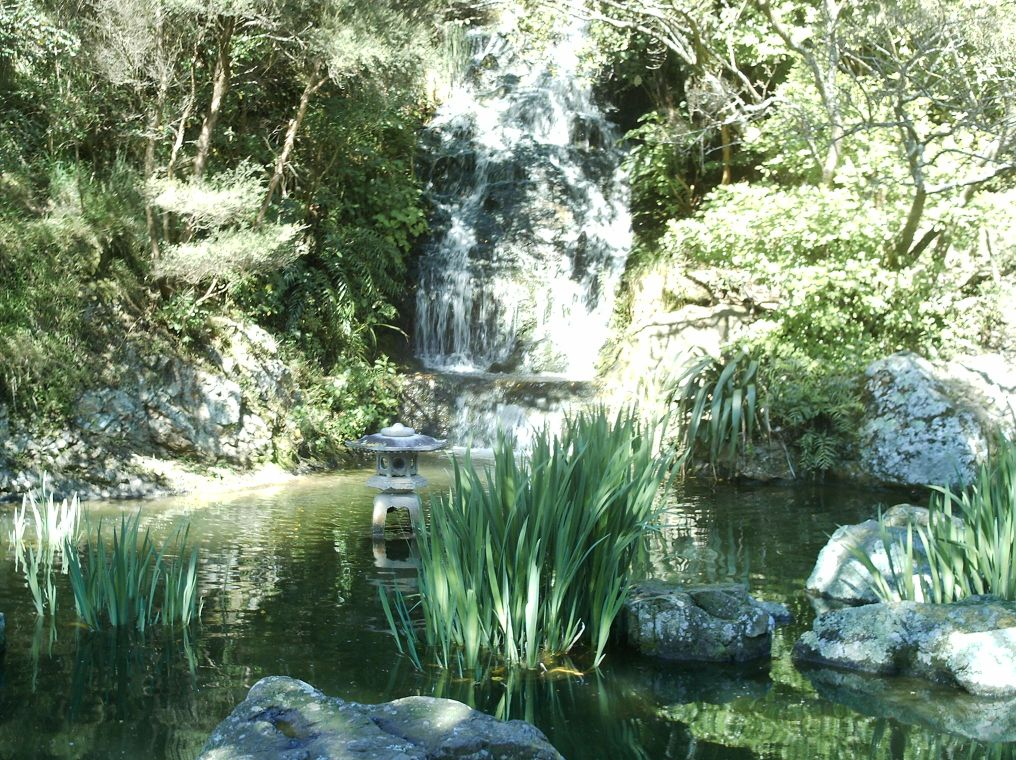
Waterval en vijver in de botanische tuin

De Wellington Botanic Garden is een botanische tuin in Wellington (Nieuw-Zeeland). De tuin beslaat een oppervlakte van 25 hectare op de helling van de heuvel tussen Thorndon en Kelburn in de buurt van Centraal-Wellington. De tuin is lid van Botanic Gardens Conservation International, een non-profitorganisatie die botanische tuinen samen wil brengen in een wereldwijd samenwerkend netwerk om te komen tot het behoud van de biodiversiteit van planten.
De tuin omvat beschermd oerbos, coniferen, plantencollecties en seizoensgebonden uitstallingen. Er is een uitgebreid rosarium. De tuin is geclassificeerd als een tuin van nationaal belang door de Royal New Zealand Institute of Horticulture.
De Wellington Cable Car rijdt tussen Lambton Quay en de top van de botanische tuin en is de meest directe manier om het hoogste gedeelte van de tuin naar het centrum van Wellington te reizen. De kronkelige heuvelpaden van de tuin zijn een populaire plek bij de inwoners van Wellington. Ze worden veel gebruikt voor recreatie. Bezienswaardigheden zijn een grote broeikas in victoriaanse stijl, Begonia House (begoniakas), Lady Norwood Rose Garden (rozentuin) en Treehouse Visitor Centre (boomhuisbezoekerscentrum). Er is een grote speeltuin, een eendenvijver en er zijn soms 's nachts glimwormen zichtbaar langs de paden in de hoofdtuin.
In de hele tuin zijn sculpturen en beelden te zien. Deze zijn onder andere gemaakt door kunstenaars als Henry Moore, Andrew Drummond en Chris Booth. De gemeenteraad van Wellington organiseert evenementen in de botanische tuin, zoals gratis concerten.
De Wellington Botanic Garden huisvest meerdere organisaties, waaronder:
- Carter Observatory, de nationale sterrenwacht van Nieuw-Zeeland
- Wellington Cable Car Museum
- Meteorological Service of New Zealand
- T-Up (Victoria University Innovation Greenhouse)
- World Wide Fund for Nature, Nieuw-Zeelands hoofdkwartier van deze organisatie